# Mosjøen
Mosjøen is een plaats in de Noorse gemeente Vefsn, provincie Nordland. Mosjøen telt 9.784 inwoners (2007) en heeft een oppervlakte van 6,23 km². Even ten zuiden van de plaats ligt het vliegveld Kjærstad.
Historisch gelegen aan de rand van een grote en centrale boerderij genaamd Mo, waar de stad zijn naam aan dankt, betekent Mosjøen 'de zee(zijde) die toebehoort aan Mo'. Met andere woorden: het was een plek waar de Mo-boeren hun boten en botenloodsen hadden. Afkomstig van het oude Noorse mór vertaalt Mo zich als 'heide'.

## Geboren
- Anette Sagen (10 januari 1985), schansspringster